# Astragalus ambigens
Astragalus ambigens är en ärtväxtart som beskrevs av Mikhail Grigoríevič Popov. Astragalus ambigens ingår i släktet vedlar, och familjen ärtväxter. Inga underarter finns listade i Catalogue of Life.